# Boada de Campos

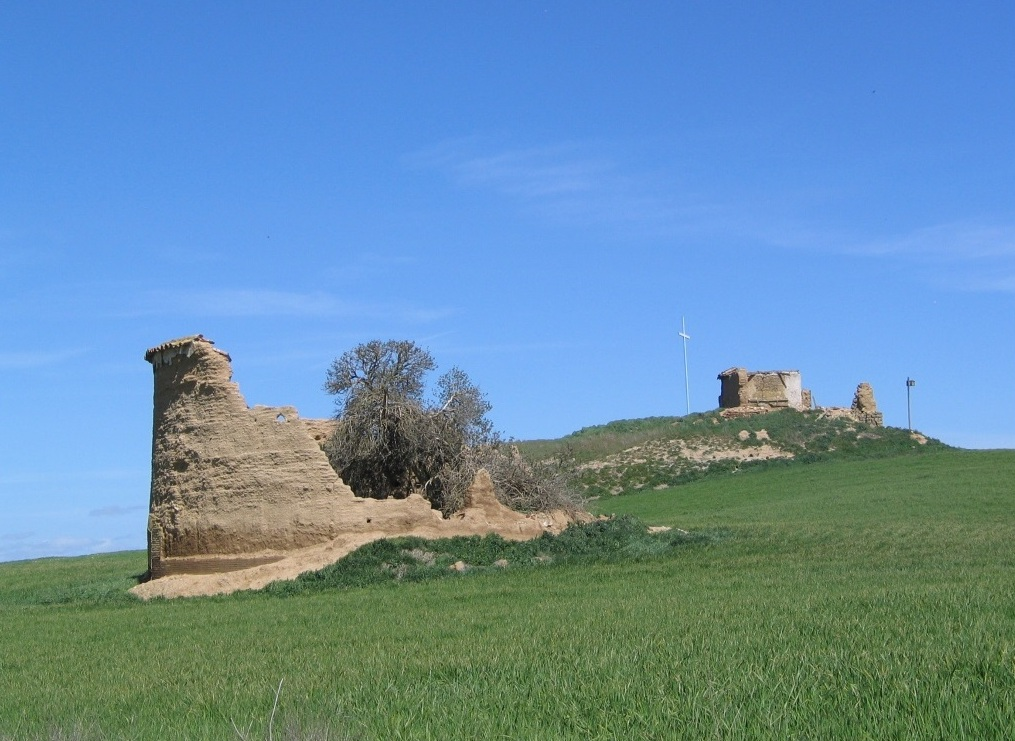
Restos de la ermita de Nuestra Señora del Castillo

Boada de Campos es un municipio y localidad española de la provincia de Palencia, en la comunidad autónoma de Castilla y León. Pertenece a la comarca natural de Tierra de Campos y a la comarca administrativa del mismo nombre.

## Toponimia
El nombre Boada viene de boyada, palabra usada para referirse a un conjunto de bueyes o vacas. En la documentación que hace Ordoño II en el año 916 ya se menciona el pueblo como Boucita.

## Geografía
Boada de Campos se encuentra a una altitud de 746 metros. Tiene una superficie de 114 hectáreas (1´14 kilómetros cuadrados), y dista 36 kilómetros de la capital de provincia.

## Fauna y flora
El municipio se encuentra dentro de las 39.000 hectáreas de la Zona de Especial Protección para las Aves La Nava-Campos Sur (código ES0000216). En su término municipal se encuentra además el humedal de la Laguna de Boada, importante enclave para la invernada del ánsar común.

## Historia
A la caída del Antiguo Régimen la localidad se constituye en municipio constitucional en el partido de Frechilla y que en el censo de 1842 contaba con 45 hogares y 234 vecinos.

### SigloXIX
Así se describe a Boada de Campos en la página 362 del tomo IV del Diccionario geográfico-estadístico-histórico de España y sus posesiones de Ultramar, obra impulsada por Pascual Madoz a mediados del siglo XIX:

BOADA DE CAMPOS

Villa con ayuntamiento en la provincia de Palencia (7 leguas), partido judicial de Frechilla (3), diócesis de León (14), audiencia territorial y capitanía general de Valladolid (9).
Situada en una llanura expuesta a la influencia de todos los vientos con clima sano, padeciéndose únicamente algunas tercianas y afecciones pulmonares.
Consta de 60 casas de 18 pies de altura, la más de dos pisos, su fábrica es de tapiales de poca resistencia y mediana distribución interior; las calles que forman son irregulares, haciéndose casi intransitables en el invierno por el mucho lodo que ocasiona la falta de empedrado.
Hay casa municipal, cárcel en mal estado; una escuela de primeras letras, dotada con 5 1/2 cargas de trigo (22 fanegas), pagadas por los 20 alumnos de ambos sexos, que a la misma concurren; una iglesia parroquial dedicada a San Pedro Apóstol, cuyo curato de entrada es de libre colación; hay dos capellanías de familia con cargo de misas y una de ellas con residencia; al extremo S de la villa se halla la ermita de Nuestra Señora del Castillo, sin rentas propias, y contiguo a la misma el cementerio en paraje ventilado, que no perjudica a la salubridad pública.
Hay varios pozos de abundantes aguas y algunos en el interior de las casas, siendo uno de aquellos del que más comúnmente se surten los habitantes para sus usos domésticos, así como para los ganados se utilizan las de una laguuna.
El término confina por N Capillas; E Pedraza de Campos; S Villerías, y O Belmonte, distantes todos 1 legua poco más o menos.
El terreno es llano, fuerte y de secano, dividido en 2 hojas, en cada una de las cuales se labran 800 obradas de tierra; tiene además dos prados de corta extensión; pasa inmediato a la villa un riachuelo que lleva su curso de S a E de poco caudal, pero en el invierno tiene algunas desbordaciones, que aunque no muy afluentes, son lo bastante para inutilizar varias de las tierras que con él confinan, por cuyo motivo se dedican a pastos.
Los caminos en mediano estado, son locales de pueblo a pueblo, y el correo lo recibe de la administración de Rioseco por medio de valijero.
Producciones. trigo, cebada, avena y centeno, que en su mayor parte consumen los habitantes, excepto el trigo que da un pequeño sobrante y se exporta a las fábricas de harina del Canal de Castilla, surtiéndose de aceite, carne, jabón, vinos y demás efectos de que carece, de las villas de Fuentes, Becerril y Paredes de Nava; cría ganado lanar, asnal y vacuno en corto número y caza de algunas liebres.

Población: 45 vecinos, 234 almas. Capital productivo: 232.000 reales. Imponible: 34.000. El presupuesto municipal asciende a 800 reales y se cubre con los productos de los pastos.

## Demografía
Cuenta con una población de 16 habitantes (INE 2024).
| Gráfica de evolución demográfica de Boada de Campos entre 1842 y 2021                                                 |
| |
| Población de derecho según los censos de población del INE. Población de hecho según los censos de población del INE. |

## Patrimonio
- Iglesia parroquial de Boada. La iglesia, de origen románico, fue reformada en el periodo mudéjar y, por tanto, posee también toques góticos. Está constituida por tres naves.
- Ermita de Nuestra Señora del Castillo. Esta ermita, que está semiderruida y expoliada, se encuentra en una colina a unos 260 metros al sudeste del término municipal. Antes de que fuera robada, albergaba una escultura de la Virgen que databa del siglo XVI y está atribuida a Pedro de Bolduque.